# Wieland Wagner (Journalist)
Wieland Wagner (* 1959 in Eckernförde) ist ein deutscher Journalist und ein ehemaliger Korrespondent des Spiegel.
1990 promovierte er mit einer Arbeit über Japans Außenpolitik in der frühen Meiji-Zeit (1868–1894). Von 1990 bis 1993 arbeitete er als Korrespondent für die Nachrichtenagentur Vereinigte Wirtschaftsdienste (VWD) in Tokio. Bis 1995 war er Wissenschaftlicher Assistent am Historischen Seminar der Universität Freiburg. Seit 1995 berichtete Wagner für den Spiegel aus Asien, bis 2004 zunächst mit Sitz in Tokio, anschließend in Shanghai, ab 2010 in Peking, ab 2012 in Neu-Delhi und von 2014 bis 2018 wieder in Tokio. Er veröffentlichte  Reportagen, die den Kontrast zwischen Dekadenz und Armut im von der Wirtschaftskrise erschütterten Japan zeigten.

## Werke
- Japans Außenpolitik in der frühen Meiji-Zeit (1868–1894): Die ideologische und politische Grundlegung des japanischen Führungsanspruchs in Ostasien. Franz Steiner Verlag, Stuttgart 1990, ISBN 3-515-05571-1.
- Japan – Abstieg in Würde: Wie ein alterndes Land um seine Zukunft ringt. Deutsche Verlags-Anstalt, München 2018, ISBN 978-3-421-04794-6.
- Das Erbe des Tennos – Die geheimnisvollste Monarchie der Welt und das Ringen um Japans Zukunft. Deutsche Verlags-Anstalt, München 2023, ISBN 978-3-641-30177-4.